# Eulavinia lavinia
Eulavinia lavinia är en fjärilsart som beskrevs av Fawcett 1916. Eulavinia lavinia ingår i släktet Eulavinia och familjen tandspinnare. Inga underarter finns listade i Catalogue of Life.